# Жистинец
Жистинец (в верховьях — Зелёный Жистинец) — река в России, протекает по территории Тамбовской области. Устье реки находится у деревни Новая Андреевка в 87 км по левому берегу реки Лесной Воронеж. Длина реки составляет 15 км, площадь водосборного бассейна — 106 км².

## Данные водного реестра
По данным государственного водного реестра России относится к Донскому бассейновому округу, речной подбассейн реки — бассейны притоков Дона до впадения Хопра. Речной бассейн реки — Дон (российская часть бассейна).
Код объекта в государственном водном реестре — 05010100512107000002511.